# Segunda División de waterpolo 2021-22
La temporada 2021-22 de la Segunda División de waterpolo es disputada por 14 equipos repartidos en dos grupos. La competición está organizada por la Real Federación Española de Natación.

## Equipos
| Equipo                           | Ciudad                   |
| Grupo A                          | Grupo A                  |
| -------------------------------- | ------------------------ |
| Club Waterpolo Dos Hermanas      | Dos Hermanas             |
| Club Deportivo Waterpolo Málaga  | Málaga                   |
| Club Natación Metropole          | Las Palmas de G. Canaria |
| Club Natación Badia              | Badia del Vallés         |
| Club Natació Vallirana           | Vallirana                |
| Club Deportivo Natación Boadilla | Boadilla del Monte       |
| Club Waterpolo Elche             | Elche                    |
| Grupo B                          |                          |
| AR Concepción C.Lineal           | Madrid                   |
| Waterpolo Tenerife Echeyde B     | Santa Cruz de Tenerife   |
| Club Natación Las Palmas         | Las Palmas de G. Canaria |
| Club Natación Tres Cantos        | Madrid                   |
| Club Deportivo Waterpolo Turia   | Valencia                 |
| Club Natación Godella            | Godella                  |
| Waterpolo Navarra B              | Pamplona                 |

## Clasificación

### Grupo A
| | Equipo                           | Puntos | J  | G | E | P  | GF  | GC  | DG  |
| --- | -------------------------------- | ------ | -- | - | - | -- | --- | --- | --- |
| 1 | Club Deportivo Natación Boadilla | 28     | 12 | 9 | 1 | 2  | 121 | 97  | 24  |
| 2 | Club Natación Badia              | 21     | 10 | 7 | 0 | 3  | 99  | 80  | 19  |
| 3 | Club Natació Vallirana           | 19     | 12 | 6 | 1 | 5  | 120 | 112 | 8   |
| 4 | Club Waterpolo Dos Hermanas      | 19     | 11 | 6 | 1 | 4  | 113 | 99  | 14  |
| 5 | Club Natación Metropole          | 15     | 12 | 5 | 0 | 6  | 112 | 114 | -2  |
| 6 | Club Deportivo Waterpolo Málaga  | 13     | 11 | 4 | 1 | 6  | 108 | 113 | -5  |
| 7 | Club Waterpolo Elche             | 0      | 12 | 0 | 0 | 11 | 90  | 148 | -58 |
| Fuente: Federación Española de Natación: Clasificación de la Segunda División de waterpolo – Grupo A; actualización automática |                                  |        |    |   |   |    |     |     |     |

### Grupo B
| | Equipo                         | Puntos | J  | G  | E | P | GF  | GC  | DG  |
| --- | ------------------------------ | ------ | -- | -- | - | - | --- | --- | --- |
| 1 | Club Deportivo Waterpolo Turia | 31     | 12 | 10 | 1 | 1 | 127 | 96  | 31  |
| 2 | A. R. Concepción Ciudad Lineal | 30     | 12 | 10 | 0 | 2 | 157 | 92  | 65  |
| 3 | Club Natación Tres Cantos      | 22     | 12 | 7  | 1 | 4 | 139 | 125 | 14  |
| 4 | Tenerife Echeyde Timbeque      | 15     | 12 | 5  | 0 | 7 | 140 | 155 | -15 |
| 5 | Waterpolo Navarra              | 11     | 12 | 3  | 2 | 7 | 105 | 135 | -30 |
| 6 | Club Natación Nou Godella      | 7      | 12 | 2  | 1 | 9 | 101 | 124 | -23 |
| 7 | Club Natación Las Palmas       | 7      | 12 | 2  | 1 | 9 | 114 | 156 | -42 |
| Fuente: Federación Española de Natación: Clasificación de la Segunda División de waterpolo – Grupo B; actualización automática |                                |        |    |    |   |   |     |     |     |